# محوطه بلاوه تره سفلی
 محوطه بلاوه تره سفلی مربوط به دوره ساسانی است و در شهرستان شیروان چرداول، بخش مرکزی، دهستان شباب، روستای بلاوه تره سفلی واقع شده است. این اثر در تاریخ ۳۰ دی ۱۳۸۵ با شمارهٔ ثبت ۱۶۸۹۶ به عنوان یکی از آثار ملی ایران به ثبت رسیده است.